# Основной закон: Армия
Основной закон: Армия (ивр. חוק יסוד: הצבא‎) — один из основных законов Израиля, определяющий подчинение Армии обороны Израиля и начальника Генерального штаба правительству. Закон был принят Кнессетом восьмого созыва 31 марта 1976 года, после выводов Комиссии Аграната, расследовавшего обстоятельства начала Войны Судного дня.

## Закон
В пояснительной записке к законопроекту излагаются предпосылки его принятия:
Конституционной и правовой основой Армии обороны Израиля до сих пор был «Постановление об Армии обороны Израиля» от 26 мая 1948 года, которое было издано в соответствии со статьей 18 Правительственных и судебных процедур. Постановление 1948 года и было утверждено в разделе 4 Постановления о правительстве и судебных процедурах (дополнительные положения) 1948 года.
Сейчас предлагается привести вопрос об армии в соответствие с основными законами, которые касаются других государственных институтов, таких как Кнессет, Президент государства, правительство . Предлагаемый закон следует вышеупомянутому порядку с самого начала существования государства, но добавляет также положения, касающиеся подчинения армии правительству и статуса начальника Генерального штаба, а также другие положения, по которым Комиссия по расследованию Войны Судного дня (Комиссия Аграната) предупредила об их отсутствии.
Этот основной закон является единственным основным законом, который не претерпел никаких изменений с момента его принятия.
Закон весьма краток и лаконичен, состоит из 6 разделов и всего 9 предложений:
- Суть: Армия обороны Израиля — это армия государства Израиль
- Подчинение гражданскому праву:
  - Армия подчинена правительству Израиля
  - Министром, отвечающим за армию от имени правительства, является министр обороны
- Высшим командным звеном в армии является начальник Генерального штаба
  - Начальник Генерального штаба подчиняется правительству и министру обороны
  - Начальник Генерального штаба будет назначаться правительством по рекомендации министра обороны
- Обязанность служить в армии и призыв в армию устанавливаются дополнительными законами
- Полномочия по изданию инструкций и приказов, требующих участия военных, устанавливаются дополнительными законами
- Вооруженные силы за пределами Армии обороны Израиля не могут быть созданы или содержаться иначе как в соответствии с законом

## Объяснение
Полномочия по активации ЦАХАЛа находятся в руках всего правительства. Премьер-министр не имеет специального статуса для задействования Армии обороны Израиля, как он существует в других странах, таких как, например, Соединенные Штаты, задействовать армию должен только министр обороны, и только согласно решениям правительства.